# Utsunomiya-Linie (JR East)
| Triebzug der Baureihe E233 zwischen Hasuda und Higashi-Ōmiya |                   |                                        |                                        |
| Streckenlänge: | 163,3 km          |                                        |                                        |
| Spurweite: | 1067 mm (Kapspur) |                                        |                                        |
| Stromsystem: | 1500 V =          |                                        |                                        |
| Streckengeschwindigkeit: | 120 km/h          |                                        |                                        |
| Zweigleisigkeit: | ganze Strecke     |                                        |                                        |
| |                   |                                        |                                        |
| Gesellschaft: | JR East           |                                        |                                        |
| \| \| 0,0 \| Tokio (東京) 1914– \| Tokio (東京) 1914– \| \| \| \| ← Sōbu-Schnellbahnlinie 1972– \| \| \| \| \| (Ueno-Tokio-Linie) \| \| \| \| \| → Chūō-Schnellbahnlinie 1904– \| \| \| \| \| ↔ Chūō-Sōbu-Linie 1932– \| \| \| \| \| \| \| \| \| 3,6 \| Ueno (上野) 1883– \| Ueno (上野) 1883– \| \| \| \| \| \| \| \| \| \| \| \| \| \| \| \| \| \| \| → Keisei-Hauptlinie 1931– \| \| \| \| \| Nippori (日暮里) \| \| \| \| \| ← Jōban-Linie 1896– \| \| \| \| \| → Keihin-Tōhoku-Linie 1914– \| \| \| \| \| \| \| \| \| \| Shinkansen-Betriebswerk Tokio \| \| \| \| \| ← Jōban-Güterlinie \| \| \| \| \| \| \| \| \| \| Güterbahnhof Tabata \| \| \| \| \| Depot/ Bahnbetriebswerk Oku \| \| \| \| 8,4 \| Oku (尾久) 1929– \| Oku (尾久) 1929– \| \| \| \| \| \| \| \| \| → Yamanote-Güterlinie \| \| \| \| \| → Keihin-Tōhoku-Linie 1932– \| \| \| \| \| \| \| \| \| \| ← Kitaōji-Linie 1927–2014 \| \| \| \| \| \| \| \| \| \| \| \| \| \| \| \| \| \| \| \| \| \| \| \| \| \| \| \| \| \| \| \| \| \| \| \| \| \| \| \| → Akabane-Linie (Saikyō-Linie) 1985– \| \| \| \| 13,2 \| Akabane (赤羽) 1885– \| Akabane (赤羽) 1885– \| \| \| \| → Tōhoku-Shinkansen \| \| \| \| \| Sumida-gawa \| \| \| \| \| Arakawa \| \| \| \| \| \| \| \| \| \| Tōkyō-Gaikan-Autobahn \| \| \| \| \| ↔ Musashino-Linie 1973– \| \| \| \| 24,2 \| Urawa (浦和) 1883– \| Urawa (浦和) 1883– \| \| \| \| → Musashino-Güterzweiglinie \| \| \| \| 28,7 \| Saitama-Shintoshin \| Saitama-Shintoshin \| \| \| \| (さいたま新都心) 2000– \| \| \| \| \| Rangierbahnhof Ōmiya \| \| \| \| \| → Saikyō-Linie 1985– \| \| \| \| \| → Tōhoku-Shinkansen 1985– \| \| \| \| \| → Seibu Ōmiya-Linie 1906–1941 \| \| \| \| 30,3 \| Ōmiya (大宮) 1885– \| Ōmiya (大宮) 1885– \| \| \| \| → New Shuttle 1983– \| \| \| \| \| → Kawagoe-Linie 1940– \| \| \| \| \| → Takasaki-Linie 1883– \| \| \| \| \| → Jōetsu-Shinkansen 1982– \| \| \| \| \| Kita-Ōmiya (北大宮) \| \| \| \| \| ← Tōbu Noda-Linie 1929– \| \| \| \| 33,3 \| Toro (土呂) 1983– \| Toro (土呂) 1983– \| \| \| \| Bahnbetriebswerk Ōmiya \| \| \| \| \| \| \| \| \| \| Ausweiche Suna 1908–1922 \| \| \| \| \| Shiba-kawa \| \| \| \| 35,4 \| Higashi-Ōmiya (東大宮) 1964– \| Higashi-Ōmiya (東大宮) 1964– \| \| \| \| Ayase-gawa \| \| \| \| \| ← Takeshū-Bahn 1924–1938 \| \| \| \| 39,2 \| Hasuda (蓮田) 1885– \| Hasuda (蓮田) 1885– \| \| \| \| Motoara-gawa \| \| \| \| \| Sapporo Beer (Brauerei Shiraoka) \| \| \| \| 45,9 \| Shiraoka (白岡) 1910– \| Shiraoka (白岡) 1910– \| \| \| \| Tōhoku-Autobahn \| \| \| \| 45,9 \| Shin-Shiraoka (新白岡) 1987– \| Shin-Shiraoka (新白岡) 1987– \| \| \| \| Ken-Ō-Autobahn \| \| \| \| \| ↔ Tōbu Isesaki-Linie 1899– \| \| \| \| \| ↔ Tōhoku-Shinkansen \| \| \| \| 48,9 \| Kuki (久喜) 1885– \| Kuki (久喜) 1885– \| \| \| \| \| \| \| \| 51,6 \| Higashi-Washinomiya \| Higashi-Washinomiya \| \| \| \| (東鷲宮) 1981– \| \| \| \| \| Naka-gawa \| \| \| \| \| Ausweiche Sakurada 1927–1932 \| \| \| \| \| ↔ Tōbu Nikkō-Linie 1929– \| \| \| \| 57,2 \| Kurihashi (栗橋) 1885– \| Kurihashi (栗橋) 1885– \| \| \| \| \| \| \| \| \| \| \| \| \| \| Tone-gawa \| \| \| \| \| Nakata (中田) 1885–1886 \| \| \| \| \| Ausweiche Nakata 1908–1932 \| \| \| \| \| Ausweiche Nakata 1950–1952 \| \| \| \| \| \| \| \| \| 64,7 \| Koga (古河) 1885– \| Koga (古河) 1885– \| \| \| 69,4 \| Nogi (野木) 1963– \| Nogi (野木) 1963– \| \| \| 73,3 \| Mamada (間々田) 1894– \| Mamada (間々田) 1894– \| \| \| \| ← Tōhoku-Shinkansen 1982– \| \| \| \| \| ← Mito-Linie 1889– \| \| \| \| 80,6 \| Oyama (小山) 1885– \| Oyama (小山) 1885– \| \| \| \| → Ryōmō-Linie 1888– \| \| \| \| \| ← Takaoka Toko Co. \| \| \| \| 88,1 \| Koganei (小金井) 1893– \| Koganei (小金井) 1893– \| \| \| \| Depot Koyama \| \| \| \| 90,7 \| Jichiidai (自治医大) 1983– \| Jichiidai (自治医大) 1983– \| \| \| \| \| \| \| \| 95,4 \| Ishibashi (石橋) 1895– \| Ishibashi (石橋) 1895– \| \| \| \| ← Japan Tobacco \| \| \| \| 96,6 \| Güterbahnhof Utsunomiya \| Güterbahnhof Utsunomiya \| \| \| \| Kita-Kantō-Autobahn \| \| \| \| 101,8 \| Suzumenomiya (雀宮) 1895– \| Suzumenomiya (雀宮) 1895– \| \| \| \| → Nikkō-Linie 1890– \| \| \| \| \| Tagawa \| \| \| \| \| \| \| \| \| \| \| \| \| \| 109,5 \| Utsunomiya (宇都宮) 1885– \| Utsunomiya (宇都宮) 1885– \| \| \| \| Bahnbetriebswerk Utsunomiya \| \| \| \| \| → Tōhoku-Shinkansen 1982– \| \| \| \| \| alte Strecke –1897 \| \| \| \| 115,7 \| Okamoto (岡本) 1897– \| Okamoto (岡本) 1897– \| \| \| \| Takasaki Sanko Co. \| \| \| \| \| Kinu-gawa \| \| \| \| \| ← Luftwaffenbasis Utsunomiya 1942–1945 \| \| \| \| 121,2 \| Hōshakuji (宝積寺) 1899– \| Hōshakuji (宝積寺) 1899– \| \| \| \| ← Karasuyama-Linie 1923– \| \| \| \| \| Furuta (古田) 1891–1897 \| \| \| \| \| \| \| \| \| 127,1 \| Ujiie (氏家) 1897– \| Ujiie (氏家) 1897– \| \| \| \| ← Kitsuregawa-Kleinbahn 1902–1918 \| \| \| \| \| Nagakubo (長久保) 1886–1997 \| \| \| \| \| \| \| \| \| 131,6 \| Kamasusaka (蒲須坂) 1923– \| Kamasusaka (蒲須坂) 1923– \| \| \| \| Arakawa \| \| \| \| 135,5 \| Kataoka (片岡) 1897– \| Kataoka (片岡) 1897– \| \| \| \| ↔ Tōhoku-Shinkansen 1982– \| \| \| \| \| Uchi-kawa \| \| \| \| \| → Tōbu Yaita-Linie 1924–1959 \| \| \| \| 141,8 \| Yaita (矢板) 1886– \| Yaita (矢板) 1886– \| \| \| \| \| \| \| \| \| Hōki-gawa \| \| \| \| 146,6 \| Nozaki (野崎) 1897– \| Nozaki (野崎) 1897– \| \| \| \| ← Tōhoku-Shinkansen 1982– \| \| \| \| \| → Shiobara-Bahn 1912–1932 \| \| \| \| 151,8 \| Nishi-Nasuno (西那須野) 1886– \| Nishi-Nasuno (西那須野) 1886– \| \| \| \| ← Tōno-Bahn 1918–1968 \| \| \| \| \| Ausweiche Sabigawa \| \| \| \| \| Sabi-gawa \| \| \| \| 157,8 \| Nasushiobara (那須塩原) 1898– \| Nasushiobara (那須塩原) 1898– \| \| \| 163,3 \| Kuroiso (黒磯) 1886– \| Kuroiso (黒磯) 1886– \| \| \| \| ↓ Tōhoku-Shinkansen 1982– \| \| \| \| \| ↓ Tōhoku-Hauptlinie 1886– \| \| |                   |                                        |                                        |
| | 0,0               | Tokio (東京) 1914–                     | Tokio (東京) 1914–                     |
| Strecke quer (im Tunnel) · Kreuzung mit Tunnelstrecke · Kreuzung mit Tunnelstrecke · Kreuzung mit Tunnelstrecke · Strecke nach rechts (im Tunnel) |                   | ← Sōbu-Schnellbahnlinie 1972–          | ← Sōbu-Schnellbahnlinie 1972–          |
| Strecke · Strecke |                   | (Ueno-Tokio-Linie)                     | (Ueno-Tokio-Linie)                     |
| Tunnelanfang · Strecke · Abzweig geradeaus und nach links |                   | → Chūō-Schnellbahnlinie 1904–          | → Chūō-Schnellbahnlinie 1904–          |
| Kreuzung mit oberirdischer Strecke (im Tunnel) · Kreuzung geradeaus unten · Turmhaltepunkt geradeaus unten |                   | ↔ Chūō-Sōbu-Linie 1932–                | ↔ Chūō-Sōbu-Linie 1932–                |
| Strecke (im Tunnel) · Strecke |                   |                                        |                                        |
| | 3,6               | Ueno (上野) 1883–                      | Ueno (上野) 1883–                      |
| Strecke · Strecke nach halblinks |                   |                                        |                                        |
| Strecke (im Tunnel) · Strecke von halbrechts |                   |                                        |                                        |
| Strecke nach links (im Tunnel) · Kreuzung mit Tunnelstrecke · Kreuzung mit Tunnelstrecke · Strecke von rechts (im Tunnel) · Strecke |                   |                                        |                                        |
| Strecke von links · Kreuzung geradeaus unten · Kreuzung geradeaus unten · Kreuzung mit oberirdischer Strecke (im Tunnel) · Kreuzung geradeaus unten |                   | → Keisei-Hauptlinie 1931–              | → Keisei-Hauptlinie 1931–              |
| Haltepunkt / Haltestelle · Haltepunkt / Haltestelle · ehemaliger Bahnhof · Tunnelende · Haltepunkt / Haltestelle |                   | Nippori (日暮里)                       | Nippori (日暮里)                       |
| Kreuzung geradeaus oben · Strecke nach rechts · Strecke · Strecke · Strecke |                   | ← Jōban-Linie 1896–                    | ← Jōban-Linie 1896–                    |
| Strecke · Strecke · Strecke nach halblinks |                   | → Keihin-Tōhoku-Linie 1914–            | → Keihin-Tōhoku-Linie 1914–            |
| Strecke |                   |                                        |                                        |
| Strecke · Betriebsstelle Streckenende · Strecke |                   | Shinkansen-Betriebswerk Tokio          | Shinkansen-Betriebswerk Tokio          |
| Strecke quer · Kreuzung geradeaus oben · Strecke von rechts · Strecke |                   | ← Jōban-Güterlinie                     | ← Jōban-Güterlinie                     |
| Strecke |                   |                                        |                                        |
| Strecke · Strecke · Dienststation / Betriebs- oder Güterbahnhof · Strecke |                   | Güterbahnhof Tabata                    | Güterbahnhof Tabata                    |
| Strecke · Betriebsstelle Streckenende · Strecke · Strecke |                   | Depot/ Bahnbetriebswerk Oku            | Depot/ Bahnbetriebswerk Oku            |
| Haltepunkt / Haltestelle · Strecke | 8,4               | Oku (尾久) 1929–                       | Oku (尾久) 1929–                       |
| Strecke von links · Kreuzung geradeaus unten · Kreuzung geradeaus unten (Strecke geradeaus außer Betrieb) · Kreuzung geradeaus unten · Strecke nach rechts |                   |                                        |                                        |
| Strecke · Strecke · Strecke (außer Betrieb) |                   | → Yamanote-Güterlinie                  | → Yamanote-Güterlinie                  |
| Strecke · Strecke · Strecke (außer Betrieb) · Strecke von links · Kreuzung geradeaus unten |                   | → Keihin-Tōhoku-Linie 1932–            | → Keihin-Tōhoku-Linie 1932–            |
| Strecke · Strecke nach halblinks · Strecke nach halbrechts (außer Betrieb) · Strecke · Strecke |                   |                                        |                                        |
| Kreuzung geradeaus oben (Querstrecke außer Betrieb) · Strecke nach rechts und von halblinks (außer Betrieb) · Strecke nach halblinks und von halbrechts · Strecke nach halbrechts · Strecke |                   | ← Kitaōji-Linie 1927–2014              | ← Kitaōji-Linie 1927–2014              |
| Strecke · Strecke nach halbrechts und von halblinks · Strecke von halbrechts · Strecke |                   |                                        |                                        |
| Strecke · Strecke von halblinks · Strecke nach halbrechts · Strecke nach halbrechts |                   |                                        |                                        |
| Strecke · Strecke von halblinks · Strecke von halblinks und von halbrechts |                   |                                        |                                        |
| Strecke · Strecke · Strecke |                   |                                        |                                        |
| Strecke nach links · Kreuzung geradeaus unten · Kreuzung geradeaus unten · Kreuzung geradeaus unten · Strecke von rechts |                   |                                        |                                        |
| Strecke nach halbrechts · Strecke nach halbrechts · Strecke nach halbrechts · Strecke |                   |                                        |                                        |
| Strecke von halblinks · Strecke von halblinks und von halbrechts · Strecke von halblinks und von halbrechts · Strecke |                   |                                        |                                        |
| Strecke · Strecke · Strecke · Strecke von links · Kreuzung geradeaus oben |                   | → Akabane-Linie (Saikyō-Linie) 1985–   | → Akabane-Linie (Saikyō-Linie) 1985–   |
| Strecke | 13,2              | Akabane (赤羽) 1885–                   | Akabane (赤羽) 1885–                   |
| Strecke · Strecke · Strecke · Strecke · Strecke nach halblinks |                   | → Tōhoku-Shinkansen                    | → Tōhoku-Shinkansen                    |
| Brücke über Wasserlauf · Brücke über Wasserlauf · Brücke über Wasserlauf |                   | Sumida-gawa                            | Sumida-gawa                            |
| Brücke über Wasserlauf · Brücke über Wasserlauf · Brücke über Wasserlauf |                   | Arakawa                                | Arakawa                                |
| Strecke · Strecke |                   |                                        |                                        |
| |                   | Tōkyō-Gaikan-Autobahn                  |                                        |
| Turmhaltepunkt geradeaus unten · Kreuzung geradeaus unten · Kreuzung geradeaus unten |                   | ↔ Musashino-Linie 1973–                | ↔ Musashino-Linie 1973–                |
| | 24,2              | Urawa (浦和) 1883–                     | Urawa (浦和) 1883–                     |
| Strecke · Abzweig geradeaus und von links · Strecke Tunnelanfang und quer |                   | → Musashino-Güterzweiglinie            | → Musashino-Güterzweiglinie            |
| Strecke | 28,7              | Saitama-Shintoshin                     | Saitama-Shintoshin                     |
| Strecke · Strecke · Strecke |                   | (さいたま新都心) 2000–                 | (さいたま新都心) 2000–                 |
| Strecke · Strecke · Blockstelle |                   | Rangierbahnhof Ōmiya                   | Rangierbahnhof Ōmiya                   |
| Strecke · Strecke · Strecke nach halbrechts · Strecke nach halbrechts |                   | → Saikyō-Linie 1985–                   | → Saikyō-Linie 1985–                   |
| Strecke · Abzweig geradeaus und von halblinks · Strecke von halblinks und von halbrechts · Strecke von halblinks und von halbrechts |                   | → Tōhoku-Shinkansen 1985–              | → Tōhoku-Shinkansen 1985–              |
| Strecke · Strecke · Tunnelanfang · Strecke · U-Bahn-Kopfbahnhof Streckenanfang und quer (Strecke außer Betrieb) |                   | → Seibu Ōmiya-Linie 1906–1941          | → Seibu Ōmiya-Linie 1906–1941          |
| | 30,3              | Ōmiya (大宮) 1885–                     | Ōmiya (大宮) 1885–                     |
| Kopfbahnhof Streckenanfang · Strecke · Tunnelende · Strecke · U-Bahn-Strecke nach links |                   | → New Shuttle 1983–                    | → New Shuttle 1983–                    |
| Strecke · Strecke · Strecke nach links · Kreuzung geradeaus oben · Strecke quer |                   | → Kawagoe-Linie 1940–                  | → Kawagoe-Linie 1940–                  |
| Strecke · Abzweig geradeaus und nach links · Strecke quer · Kreuzung geradeaus oben · Strecke quer |                   | → Takasaki-Linie 1883–                 | → Takasaki-Linie 1883–                 |
| Strecke · Abzweig geradeaus und nach links · Strecke quer |                   | → Jōetsu-Shinkansen 1982–              | → Jōetsu-Shinkansen 1982–              |
| Haltepunkt / Haltestelle · Strecke · Strecke · Strecke nach halblinks |                   | Kita-Ōmiya (北大宮)                    | Kita-Ōmiya (北大宮)                    |
| Strecke nach rechts · Strecke · Strecke |                   | ← Tōbu Noda-Linie 1929–                | ← Tōbu Noda-Linie 1929–                |
| Haltepunkt / Haltestelle · Strecke | 33,3              | Toro (土呂) 1983–                      | Toro (土呂) 1983–                      |
| Strecke · Strecke nach links · Betriebs-/Güterbahnhof Streckenende und quer |                   | Bahnbetriebswerk Ōmiya                 | Bahnbetriebswerk Ōmiya                 |
| |                   |                                        |                                        |
| ehemalige Blockstelle |                   | Ausweiche Suna 1908–1922               | Ausweiche Suna 1908–1922               |
| Brücke über Wasserlauf |                   | Shiba-kawa                             | Shiba-kawa                             |
| Haltepunkt / Haltestelle | 35,4              | Higashi-Ōmiya (東大宮) 1964–           | Higashi-Ōmiya (東大宮) 1964–           |
| Brücke über Wasserlauf |                   | Ayase-gawa                             | Ayase-gawa                             |
| Strecke von rechts (außer Betrieb) · Strecke |                   | ← Takeshū-Bahn 1924–1938               | ← Takeshū-Bahn 1924–1938               |
| Kopfbahnhof Streckenende (Strecke außer Betrieb) · Bahnhof | 39,2              | Hasuda (蓮田) 1885–                    | Hasuda (蓮田) 1885–                    |
| Brücke über Wasserlauf |                   | Motoara-gawa                           | Motoara-gawa                           |
| Betriebsstelle Streckenanfang und quer (Strecke außer Betrieb) · Abzweig geradeaus und ehemals von rechts |                   | Sapporo Beer (Brauerei Shiraoka)       | Sapporo Beer (Brauerei Shiraoka)       |
| Bahnhof | 45,9              | Shiraoka (白岡) 1910–                  | Shiraoka (白岡) 1910–                  |
| |                   | Tōhoku-Autobahn                        |                                        |
| Haltepunkt / Haltestelle | 45,9              | Shin-Shiraoka (新白岡) 1987–           | Shin-Shiraoka (新白岡) 1987–           |
| |                   | Ken-Ō-Autobahn                         |                                        |
| Strecke von rechts · Strecke |                   | ↔ Tōbu Isesaki-Linie 1899–             | ↔ Tōbu Isesaki-Linie 1899–             |
| Strecke nach halbrechts und von links · Kreuzung geradeaus unten · Kreuzung geradeaus unten · Strecke nach rechts und von halblinks |                   | ↔ Tōhoku-Shinkansen                    | ↔ Tōhoku-Shinkansen                    |
| | 48,9              | Kuki (久喜) 1885–                      | Kuki (久喜) 1885–                      |
| Strecke nach links · Kreuzung geradeaus unten |                   |                                        |                                        |
| Haltepunkt / Haltestelle | 51,6              | Higashi-Washinomiya                    | Higashi-Washinomiya                    |
| Strecke |                   | (東鷲宮) 1981–                         | (東鷲宮) 1981–                         |
| Brücke über Wasserlauf |                   | Naka-gawa                              | Naka-gawa                              |
| ehemalige Blockstelle |                   | Ausweiche Sakurada 1927–1932           | Ausweiche Sakurada 1927–1932           |
| Kreuzung geradeaus unten · Strecke von rechts |                   | ↔ Tōbu Nikkō-Linie 1929–               | ↔ Tōbu Nikkō-Linie 1929–               |
| | 57,2              | Kurihashi (栗橋) 1885–                 | Kurihashi (栗橋) 1885–                 |
| Abzweig geradeaus und nach links · Abzweig quer und nach links |                   |                                        |                                        |
| |                   |                                        |                                        |
| Brücke über Wasserlauf (Strecke außer Betrieb) · Brücke über Wasserlauf |                   | Tone-gawa                              | Tone-gawa                              |
| Haltepunkt / Haltestelle (Strecke außer Betrieb) · Strecke |                   | Nakata (中田) 1885–1886                | Nakata (中田) 1885–1886                |
| Strecke (außer Betrieb) · ehemalige Blockstelle |                   | Ausweiche Nakata 1908–1932             | Ausweiche Nakata 1908–1932             |
| Strecke (außer Betrieb) · ehemalige Blockstelle |                   | Ausweiche Nakata 1950–1952             | Ausweiche Nakata 1950–1952             |
| |                   |                                        |                                        |
| Bahnhof | 64,7              | Koga (古河) 1885–                      | Koga (古河) 1885–                      |
| Haltepunkt / Haltestelle | 69,4              | Nogi (野木) 1963–                      | Nogi (野木) 1963–                      |
| Bahnhof | 73,3              | Mamada (間々田) 1894–                  | Mamada (間々田) 1894–                  |
| Strecke nach links und von halbrechts · Kreuzung geradeaus unten · Strecke von rechts |                   | ← Tōhoku-Shinkansen 1982–              | ← Tōhoku-Shinkansen 1982–              |
| Abzweig geradeaus, ehemals nach rechts und von rechts · Strecke |                   | ← Mito-Linie 1889–                     | ← Mito-Linie 1889–                     |
| | 80,6              | Oyama (小山) 1885–                     | Oyama (小山) 1885–                     |
| Abzweig geradeaus und nach links · Kreuzung geradeaus oben |                   | → Ryōmō-Linie 1888–                    | → Ryōmō-Linie 1888–                    |
| Abzweig geradeaus und nach rechts · Strecke |                   | ← Takaoka Toko Co.                     | ← Takaoka Toko Co.                     |
| Bahnhof · Strecke | 88,1              | Koganei (小金井) 1893–                 | Koganei (小金井) 1893–                 |
| Betriebs-/Güterbahnhof Streckenanfang und quer · Abzweig geradeaus und nach rechts · Strecke |                   | Depot Koyama                           | Depot Koyama                           |
| Haltepunkt / Haltestelle · Strecke | 90,7              | Jichiidai (自治医大) 1983–             | Jichiidai (自治医大) 1983–             |
| Strecke von links · Kreuzung geradeaus unten · Strecke nach rechts |                   |                                        |                                        |
| Strecke · Bahnhof | 95,4              | Ishibashi (石橋) 1895–                 | Ishibashi (石橋) 1895–                 |
| Kreuzung geradeaus oben · Abzweig geradeaus und von rechts |                   | ← Japan Tobacco                        | ← Japan Tobacco                        |
| Strecke · Dienststation / Betriebs- oder Güterbahnhof | 96,6              | Güterbahnhof Utsunomiya                | Güterbahnhof Utsunomiya                |
| |                   | Kita-Kantō-Autobahn                    |                                        |
| Strecke · Bahnhof | 101,8             | Suzumenomiya (雀宮) 1895–              | Suzumenomiya (雀宮) 1895–              |
| Strecke · Abzweig geradeaus und von links |                   | → Nikkō-Linie 1890–                    | → Nikkō-Linie 1890–                    |
| Brücke über Wasserlauf · Brücke über Wasserlauf |                   | Tagawa                                 | Tagawa                                 |
| Strecke nach links · Kreuzung geradeaus unten · Strecke von rechts |                   |                                        |                                        |
| Strecke |                   |                                        |                                        |
| Strecke | 109,5             | Utsunomiya (宇都宮) 1885–              | Utsunomiya (宇都宮) 1885–              |
| Dienststation / Betriebs- oder Güterbahnhof · Strecke · Strecke |                   | Bahnbetriebswerk Utsunomiya            | Bahnbetriebswerk Utsunomiya            |
| Strecke nach halblinks |                   | → Tōhoku-Shinkansen 1982–              | → Tōhoku-Shinkansen 1982–              |
| |                   | alte Strecke –1897                     |                                        |
| Bahnhof · Strecke (außer Betrieb) | 115,7             | Okamoto (岡本) 1897–                   | Okamoto (岡本) 1897–                   |
| Abzweig geradeaus und ehemals nach links · Betriebsstelle Streckenende und quer (Strecke außer Betrieb) · Strecke (außer Betrieb) |                   | Takasaki Sanko Co.                     | Takasaki Sanko Co.                     |
| Brücke über Wasserlauf · Strecke (außer Betrieb) |                   | Kinu-gawa                              | Kinu-gawa                              |
| Abzweig geradeaus und ehemals von rechts · Strecke (außer Betrieb) |                   | ← Luftwaffenbasis Utsunomiya 1942–1945 | ← Luftwaffenbasis Utsunomiya 1942–1945 |
| Bahnhof · Strecke (außer Betrieb) | 121,2             | Hōshakuji (宝積寺) 1899–               | Hōshakuji (宝積寺) 1899–               |
| Abzweig geradeaus und nach rechts · Strecke (außer Betrieb) |                   | ← Karasuyama-Linie 1923–               | ← Karasuyama-Linie 1923–               |
| Strecke · Haltepunkt / Haltestelle (Strecke außer Betrieb) |                   | Furuta (古田) 1891–1897                | Furuta (古田) 1891–1897                |
| Strecke · Brücke über Wasserlauf (Strecke außer Betrieb) |                   |                                        |                                        |
| U-Bahn-Kopfbahnhof Streckenende und quer (Strecke außer Betrieb) · Bahnhof · Strecke (außer Betrieb) | 127,1             | Ujiie (氏家) 1897–                     | Ujiie (氏家) 1897–                     |
| Strecke · Strecke (außer Betrieb) |                   | ← Kitsuregawa-Kleinbahn 1902–1918      | ← Kitsuregawa-Kleinbahn 1902–1918      |
| Strecke · Haltepunkt / Haltestelle (Strecke außer Betrieb) |                   | Nagakubo (長久保) 1886–1997            | Nagakubo (長久保) 1886–1997            |
| |                   |                                        |                                        |
| Bahnhof | 131,6             | Kamasusaka (蒲須坂) 1923–              | Kamasusaka (蒲須坂) 1923–              |
| Brücke über Wasserlauf |                   | Arakawa                                | Arakawa                                |
| Bahnhof | 135,5             | Kataoka (片岡) 1897–                   | Kataoka (片岡) 1897–                   |
| Strecke nach halbrechts und von links · Kreuzung geradeaus unten · Strecke nach rechts und von halblinks |                   | ↔ Tōhoku-Shinkansen 1982–              | ↔ Tōhoku-Shinkansen 1982–              |
| Brücke über Wasserlauf |                   | Uchi-kawa                              | Uchi-kawa                              |
| Strecke · Strecke von links (außer Betrieb) |                   | → Tōbu Yaita-Linie 1924–1959           | → Tōbu Yaita-Linie 1924–1959           |
| Bahnhof · Kopfbahnhof Streckenende (Strecke außer Betrieb) | 141,8             | Yaita (矢板) 1886–                     | Yaita (矢板) 1886–                     |
| Tunnel |                   |                                        |                                        |
| Brücke über Wasserlauf |                   | Hōki-gawa                              | Hōki-gawa                              |
| Bahnhof | 146,6             | Nozaki (野崎) 1897–                    | Nozaki (野崎) 1897–                    |
| Strecke nach links und von halbrechts · Kreuzung geradeaus unten · Strecke von rechts |                   | ← Tōhoku-Shinkansen 1982–              | ← Tōhoku-Shinkansen 1982–              |
| Strecke · Strecke |                   | → Shiobara-Bahn 1912–1932              | → Shiobara-Bahn 1912–1932              |
| Kopfbahnhof Streckenanfang (Strecke außer Betrieb) · Bahnhof · Strecke · Kopfbahnhof Streckenanfang und quer (Strecke außer Betrieb) | 151,8             | Nishi-Nasuno (西那須野) 1886–          | Nishi-Nasuno (西那須野) 1886–          |
| Strecke nach rechts (außer Betrieb) · Strecke · Strecke |                   | ← Tōno-Bahn 1918–1968                  | ← Tōno-Bahn 1918–1968                  |
| ehemalige Blockstelle · Strecke |                   | Ausweiche Sabigawa                     | Ausweiche Sabigawa                     |
| Brücke über Wasserlauf · Brücke über Wasserlauf |                   | Sabi-gawa                              | Sabi-gawa                              |
| | 157,8             | Nasushiobara (那須塩原) 1898–          | Nasushiobara (那須塩原) 1898–          |
| Bahnhof · Strecke | 163,3             | Kuroiso (黒磯) 1886–                   | Kuroiso (黒磯) 1886–                   |
| Strecke · Strecke |                   | ↓ Tōhoku-Shinkansen 1982–              | ↓ Tōhoku-Shinkansen 1982–              |
| Strecke |                   | ↓ Tōhoku-Hauptlinie 1886–              | ↓ Tōhoku-Hauptlinie 1886–              |

Die Utsunomiya-Linie (jap. 宇都宮線, Utsunomiya-sen) ist eine Eisenbahnstrecke im Nordosten der japanischen Hauptinsel Honshū. Mit diesem Namen bezeichnet die Bahngesellschaft JR East seit 1990 den südlichsten Abschnitt der Tōhoku-Hauptlinie von Tokio über Ōmiya und Utsunomiya nach Kuroiso in der Präfektur Tochigi. Dieser Streckenteil erschließt den Norden der Metropolregion Tokio und unterscheidet sich von der restlichen Tōhoku-Hauptlinie einerseits durch die Vielzahl an Vorortzügen, andererseits durch das unterschiedliche Bahnstromsystem (Gleichspannung anstatt Wechselspannung).

## Streckenbeschreibung
Der als Utsunomiya-Linie bezeichnete Streckenteil ist 163,3 km lang, mit 1500 V Gleichspannung elektrifiziert und kapspurig (1067 mm); die Höchstgeschwindigkeit beträgt 120 km/h. Während der überwiegende Teil davon zweigleisig ausgebaut ist, besteht südlich von Ōmiya (30,3 km) eine viergleisige Trasse.
Südlicher Ausgangspunkt ist der Bahnhof Tokio. Dort werden die von Süden her kommenden Mittelstreckenzüge der Tōkaidō-Hauptlinie mit jenen der Utsunomiya-Linie, der Takasaki-Linie und der Jōban-Linie verknüpft. Ermöglicht wird dies durch die im Jahr 2015 eröffnete Ueno-Tokio-Linie, eine Viaduktstrecke zum Bahnhof Ueno, die einen Flaschenhals beim Bahnhof Kanda umgeht. Parallel dazu verlaufen die Gleise der Keihin-Tōhoku-Linie, der Yamanote-Linie und (teilweise unterirdisch) der Schnellfahrstrecke Tōhoku-Shinkansen. Im Bahnhof Ueno halten fast alle Züge an den Hochbahnsteigen, abgesehen von wenigen Ausnahmen, die von der ebenerdigen Bahnhofshalle aus fahren. Von der Inbetriebnahme der Viaduktstrecke war Ueno der Ausgangspunkt der Utsunomiya-Linie, da die 1991 eröffnete Schnellfahrstrecke die ursprüngliche Trasse der Tōhoku-Hauptlinie übernahm.
In Nishi-Nippori teilt sich die Strecke vorübergehend in zwei doppelspurige Trassen, die etwas mehr als dreihundert Meter voneinander entfernt verlaufen, getrennt durch einen ausgedehnten Rangierbahnhof. Während der Nah- und Fernverkehr die ältere, über Tabata verlaufende Trasse an der Südseite nutzt, verläuft der Mittelstreckenverkehr an der Nordseite über Oku. Beide Trassen vereinigen sich in Ōji, die Mittelstreckenzüge halten jedoch erst wieder in Akabane. Über die 692 m lange Arakawa-Brücke und via Urawa erreicht die Strecke den Ōmiya, den wichtigsten Bahnknoten im Norden der Metropolregion, wo Anschluss an zehn Bahnlinien besteht. Ab Ōmiya nutzt die Utsunomiya-Linie ihre Trasse allein und sie führt durch eine zunehmend ländlicher werdende Gegend. Ein weiteres bedeutendes Kunstbauwerk ist die zwischen Kurihashi und Koga gelegene Brücke über den Tone mit einer Länge von 763 Metern.
Zwischen Oyama und Utsunomiya verläuft die Strecke erneut parallel zur Tōhoku-Shinkansen. Nördlich der Stadt führt sie zunächst durch das Kinu-Tal und anschließend durch das Shiona-Hüggelland, bis sie schließlich Kuroiso erreicht. Dieser Bahnhof in der Gemeinde Nasushiobara ist ein Systemwechselbahnhof und zugleich das nördliche Ende der Utsunomiya-Linie. Hier besteht in der Regel eine strikte betriebliche Trennung, denn der daran anschließende Teil der Tōhoku-Hauptlinie ist mit 20 kV Wechselspannung bei einer Frequenz von 50 Hz elektrifiziert. Nur Güterzüge und vereinzelte Sonderfahrten überwinden die Grenze mittels Zweisystemfahrzeugen.

## Zugangebot
Der in den Norden Japans führende Fernverkehr wird heute ausschließlich von Shinkansen-Hochgeschwindigkeitszügen auf der Schnellfahrstrecke Tōhoku-Shinkansen und daran anschließenden Strecken abgewickelt. Die einzigen Schnellzüge im eigentlichen Sinne sind die Nikkō und die Kinugawa. Dabei betreiben JR East und Tōbu Tetsudō gemeinsam vier Zugpaare täglich (sechs an Feiertagen), die von Shinjuku aus über Urawa und Ōmiya zu den touristisch bedeutenden Orten Nikkō und Kinugawa Onsen verkehren. In Kurihashi nutzen sie eine eigens zu diesem Zweck errichtete Gleisverbindung, um von der Utsunomiya-Linie auf die Tōbu Nikkō-Linie zu gelangen.
Die Utsunomiya-Linie dient überwiegend dem beschleunigten Mittelstreckenverkehr im nördlichen Teil der Metropolregion Tokio. Diesen teilt sie sich abschnittsweise mit der Jōban-Linie und der Takasaki-Linie. Einzelne Eilzüge dieser drei Linien beginnen oder enden im Bahnhof Ueno, dem größten Endbahnhof für Linien aus dem Norden. Die meisten werden jedoch über die Ueno-Tokio-Linie zum Bahnhof Tokio geleitet, von wo aus sie auf der Tōkaidō-Hauptlinie weiter in Richtung Odawara und Atami fahren. Zwischen Akabane und Utsunomiya besteht ein Parallelverkehr mit Zügen der Shōnan-Shinjuku-Linie aus und in Richtung Zushi, die abwechselnd alle Zwischenbahnhöfe bedienen oder nördlich von Ōmiya die kleineren ohne Halt durchfahren.
Der Nahverkehr mit Halt an allen Bahnhöfen zwischen Utsunomiya und Tokio wird durch die parallel verlaufende Keihin-Tōhoku-Linie abgewickelt, die über eigene Gleise verfügt und weiter nach Yokohama führt. Zwischen Utsunomiya und Kuroiso verkehren zweimal stündlich Nahverkehrszüge (drei während der Hauptverkehrszeit), abgesehen von je einer Ausnahme morgens und abends muss in Utsunomiya umgestiegen werden.
Zusätzlich werden die Utsunomiya-Linie und die Tōhoku-Hauptlinie von zahlreichen Güterzügen der Gesellschaft JR Freight befahren, die den Großraum Tokio mit dem Norden der Hauptinsel Honshū und mit Hokkaidō verbinden. Die Verbindung zwischen dem Güterbahnhöfen Sumidagawa (in Tokio) und Sapporo gilt als „Hauptschlagader des Nordens“. Viele Güterzüge fahren weiter über die Tōkaidō-Hauptlinie in die westlichen Regionen Japans oder über Aomori durch den Seikan-Tunnel nach Hokkaidō.

## Geschichte
(allgemeine Geschichte siehe Tōhoku-Hauptlinie)
Die Nippon Tetsudō, Japans erste private Bahngesellschaft, eröffnete am 28. Juli 1883 die Strecke Ueno–Kumagaya mit den Zwischenbahnhöfen Ōji, Urawa, Ageo und Kōnosu. Dabei entspricht der Abschnitt zwischen Ueno und dem damals noch nicht existierenden Bahnhof Ōmiya der späteren Tōhoku-Hauptlinie (bzw. Utsunomiya-Linie), während der Rest heute einen Teil der Takasaki-Linie bildet. Der Trennungsbahnhof Ōmiya kam am 16. März 1884 hinzu. Nächste Etappe war die Fertigstellung des Abschnitts von Ōmiya nach Utsunomiya. Da sich der Brückenbau über den Fluss Tone verzögerte, gingen am 16. Juli 1885 zunächst zwei voneinander getrennte Abschnitte in Betrieb: Einerseits zwischen Ōmiya und Kurihashi am Südufer, anderseits zwischen dem provisorischen Bahnhof Nakata am Nordufer und Utsunomiya; dazwischen verkehrte vorübergehend eine Eisenbahnfähre. Dieser Zustand endete am 17. Juni 1886 mit der Inbetriebnahme der Brücke, worauf der durchgehende Verkehr nach Utsunomiya aufgenommen werden konnte. 1886 folgten zwei weitere Abschnitte, am 1. Oktober von Utsunomiya nach Nishi-Nasuno und am 1. Dezember von Nishi-Nasuno nach Kuroiso. Fünf Jahre später war die gesamte Tōhoku-Hauptlinie bis Aomori im äußersten Norden der Hauptinsel Honshū vollendet.
Zwischen Utsunomiya und Yaita war die Trasse in den Sommermonaten von zahlreichen Überschwemmungen betroffen. Die Instandstellungsarbeiten an Brücken und Dämmen verursachten jeweils hohe Kosten und nahmen viel Zeit in Anspruch. Aus diesem Grund beschloss die Bahngesellschaft eine Verlegung der Strecke. Die neue Trasse über Hōshakuji ging am 25. Februar 1897 in Betrieb. Aufgrund des rasch anwachsenden Verkehrsaufkommens begann die Nippon Tetsduō mit dem Ausbau einzelner Abschnitte, um den Vorortverkehr im Großraum Tokio bewältigen zu können. Ab 20. Oktober 1892 standen zwischen Ueno und Akabane sowie zwischen Kawaguch und Ōmiya jeweils zwei Gleise zur Verfügung. Am 1. April 1896 kam der Abschnitt Akabane–Kawaguchi mitsamt dem Neubau der Arakawa-Brücke hinzu. Als Folge des Eisenbahnverstaatlichungsgesetzes ging das gesamte Streckennetz der Nippon Tetsudō am 1. November 1906 an das staatliche Eisenbahnamt (das spätere Eisenbahnministerium) über.
Unmittelbar danach begann der zweigleisige Ausbau in Richtung Oyama. Im Jahr 1908 kamen gleich mehrere Ausbauabschnitte hinzu: Ōmiya–Hasuda am 30. September, Hasuda–Kuki und Koga–Mamada am 6. November, Kuki–Kurihashi am 10. November sowie von der Ausweiche Nakata nach Koga am 20. November. Abgeschlossen waren die Arbeiten mit der Übergabe des zweiten Gleises zwischen Mamada und Oyama am 1. August 1909, nur der Abschnitt zwischen Kurihashi und Nakata mit der Brücke über den Tone blieb vorerst eingleisig. Zwei Monate nachdem die Strecke Ueno–Aomori die offizielle Bezeichnung „Tōhoku-Hauptlinie“ erhalten hatte, erfolgte am 16. Dezember 1909 die Elektrifizierung des Abschnitts Ueno–Tabata für den Vorortverkehr. Im April 1913 reichte das zweite Gleise über Oyama hinaus bis nach Utsunomiya. Nach der Vollendung einer zusätzlichen Tone-Brücke stand ab 5. März auch zwischen Kurihashi und Nakata ein zweites Gleis zur Verfügung. Die letzte bestehende Lücke zwischen Ueno und Kanda konnte am 1. November 1925 geschlossen werden. Dies ermöglichte es, die Züge der Tōhoku-Hauptlinie zum neuen Endbahnhof Tokio und jene der parallel verlaufenden, elektrifizierten Keihin-Tōhoku-Linie nach Ueno zu führen.
Der Abschnitt Tabata–Akabane war ab 1. Februar 1928 elektrifiziert, genau zwei Monate später stand zwischen Ueno und Tokio eine zweite Doppelspur zur Verfügung, was die Verlängerung der parallel verlaufenden Keihin-Tōhoku-Linie bis nach Akabane ermöglichte. Das Eisenbahnministerium strebte im Tokioter Innenstadtbereich auch eine Entflechtung von Fern-, Güter- und Nahverkehr an. Aus diesem Grund baute sie nördlich des bestehenden Rangierbahnhofs Nippori eine weitere Doppelspur, nahm den Fern- und Güterverkehr aus dem überlasteten Knotenpunkt Tabata heraus und verlegte diesen zum neuen Bahnhof Oku, der am 20. Juni in Betrieb ging. Der Ausbau der Güterverkehrsanlagen in Akihabara verzögerte sich, sodass die ebenerdige Güterlinie Akihabara–Ueno erst am 1. Juli 1932 stillgelegt werden konnte. Ab 1. September desselben Jahres reichte der elektrifizierte Vorortverkehr über Akabane hinaus bis nach Ōmiya. Diese Ausbauten waren erforderlich, um die parallel verlaufende Keihin-Tōhoku-Linie von Tokio bis dorthin zu verlängern.
Ein Vierteljahrhundert später elektrifizierte die Japanische Staatsbahn weitere Abschnitte nördlich von Ōmiya: am 14. April 1958 bis Utsunomiya, am 15. Dezember 1958 bis Hōshakuji und am 22. Mai bis Kuroiso. Die Staatsbahn hatte sich dazu entschieden, auf der Strecke bis Kuroiso die Gleichspannung beizubehalten, nördlich davon jedoch die leistungsstärkere Wechselspannung zu verwenden. Unmittelbar darauf begann sie auch den Rest der Strecke bis Kuroiso zweigleisig auszubauen und nahm das zusätzliche Gleis in mehreren Etappen jeweils unmittelbar nach der Fertigstellung in Betrieb. Das letzte fehlende Teilstück war jenes zwischen Kamasusaka und Kataoka am 3. September 1964. Vier Jahre später ermöglichte die vollständige Kreuzungsfreiheit zwischen Kawaguchi und Ōmiya einen markanten Ausbau des Fahrplans sowie eine konsequentere Trennung zwischen Personen- und Güterverkehr. Ab 1. Dezember 1971 stand der Güterbahnhof Utsunomiya zur Verfügung. Die Eröffnung der Schnellfahrstrecke Tōhoku-Shinkansen (1982 nördlich von Ōmiya, 1985 zwischen Ueno und Ōmiya) führte in den folgenden acht Jahren zu einer schrittweisen Verlagerung des Fernverkehrs, was wiederum dringend benötigte Kapazitäten für den Mittelstrecken- und Nahverkehr freimachte. Im Rahmen der Staatsbahnprivatisierung ging die Strecke am 1. April 1987 in den Besitz der neuen Gesellschaft JR East über.
Am 13. März 1988 begann JR East Eilzüge anzubieten, die während der Hauptverkehrszeit von Ōmiya über Akabane und Ikebukuro nach Shinjuku verkehrten. Fumio Watanabe, der Gouverneur der Präfektur Tochigi, schlug im selben Jahr vor, den südlichsten Abschnitt der Tōhoku-Hauptlinie zwischen Tokio und Kuroiso in Utsunomiya-Linie umzubenennen. Er erhoffte sich dadurch einen größeren Marketingeffekt, um so dem relativen Bedeutungsverlust, der durch die Verlagerung des Fernverkehrs entstanden war, entgegenzuwirken. JR East nahm diesen Vorschlag auf und setzte ihn zum Fahrplanwechsel am 10. März 1990 um. Am 1. Dezember 2001 baute JR East das Angebot des Mittelstreckenverkehrs markant aus, indem es die sporadischen Eilzugverbindungen Ōmiya–Shinjuku zur regulär verkehrenden Shōnan-Shinjuku-Linie aufwertete und die Zugläufe an beiden Enden verlängerte. Zum Fahrplanwechsel am 18. März 2006 führten JR East und Tōbu Tetsudō gemeinsam neue Direktverbindungen zwischen Shinjuku und Nikkō ein.
Seit 1973 war Ueno die Endstation aller Züge der Tōhoku-Hauptlinie (und somit auch der Utsunomiya-Linie). Drei Jahrzehnte später plante JR East, die Verbindung zur Tōkaidō-Hauptlinie wiederherzustellen. Ziel war es einerseits, die Überlastung der parallel verlaufenden Yamanote- und Keihin-Tōhoku-Linie in diesem Bereich zu verringern. Andererseits sollten zusätzliche Kapazitäten für neue umsteigefreie Eilzüge zwischen dem Norden und dem Süden der Metropolregion geschaffen werden. Da die Trasse beim Bahnhof Kanda seit 1991 durch die Tōhoku-Shinkansen belegt war, sollte der Viadukt dort auf einer Länge von rund 1,3 km (inkl. Rampen) ein zweites Geschoss erhalten. Die Bauarbeiten an der Ueno-Tokio-Linie begannen im Mai 2008. Die Auswirkungen des Tōhoku-Erdbebens 2011 verzögerten die angestrebte Eröffnung um zwei Jahre. Diese erfolgte schließlich am 14. März 2015.

## Liste der Bahnhöfe
RR = Rapid Rabbit; Sf = Shōnan-Shinjuku-Linie (Futsū); Sk = Shōnan-Shinjuku-Linie (Kaisoku) 

● = alle Züge halten an diesem Bahnhof
| Name | Name                                | km    | RR | Sf | Sk | Anschlusslinien | Lage   | Ort                | Präfektur |
| ---- | ----------------------------------- | ----- | -- | -- | -- | --- | ------ | ------------------ | --------- |
| JU01 | Tokio (東京)                        | 000,0 | ●  |    |    | Tōkaidō-Shinkansen Tōhoku-Shinkansen Jōetsu-Shinkansen Hokuriku-Shinkansen Tōkaidō-Hauptlinie Keihin-Tōhoku-Linie Yamanote-Linie Yokosuka-Linie Chūō-Hauptlinie (Chūō-Schnellbahn) Sōbu-Hauptlinie (Sōbu-Schnellbahn) Keiyō-Linie U-Bahn Tokio: Marunouchi-Linie | Koord. | Chiyoda, Tokio     | Tokio     |
| JU02 | Ueno (上野)                         | 003,6 | ●  |    |    | Tōhoku-Shinkansen Jōetsu-Shinkansen Hokuriku-Shinkansen Keihin-Tōhoku-Linie Takasaki-Linie Yamanote-Linie U-Bahn Tokio: Ginza-Linie, Hibiya-Linie im Bhf. Keisei-Ueno: Keisei-Hauptlinie                                                                         | Koord. | Taitō, Tokio       | Tokio     |
| JU03 | Oku (尾久)                          | 008,4 | ǀ  |    |    | | Koord. | Kita, Tokio        | Tokio     |
| JU04 | Akabane (赤羽)                      | 013,2 | ●  | ●  | ●  | Keihin-Tōhoku-Linie Saikyō-Linie Shōnan-Shinjuku-Linie | Koord. | Kita, Tokio        | Tokio     |
| JU05 | Urawa (浦和)                        | 024,2 | ●  | ●  | ●  | Keihin-Tōhoku-Linie | Koord. | Urawa-ku, Saitama  | Saitama   |
| JU06 | Saitama-Shintoshin (さいたま新都心) | 028,7 | ǀ  | ǀ  | ǀ  | Keihin-Tōhoku-Linie | Koord. | Ōmiya-ku, Saitama  | Saitama   |
| JU07 | Ōmiya (大宮)                        | 030,3 | ●  | ●  | ●  | Tōhoku-Shinkansen Jōetsu-Shinkansen Hokuriku-Shinkansen Kawagoe-Linie Keihin-Tōhoku-Linie Saikyō-Linie Shōnan-Shinjuku-Linie Takasaki-Linie Tōbu Noda-Linie New Shuttle                                                                                          | Koord. | Ōmiya-ku, Saitama  | Saitama   |
|      | Toro (土呂)                         | 033,3 | ǀ  | ●  | ǀ  | | Koord. | Kita-ku, Saitama   | Saitama   |
|      | Higashi-Ōmiya (東大宮)              | 035,4 | ●  | ●  | ●  | | Koord. | Minami-ku, Saitama | Saitama   |
|      | Hasuda (蓮田)                       | 039,2 | ●  | ●  | ●  | | Koord. | Hasuda             | Saitama   |
|      | Shiraoka (白岡)                     | 043,5 | ǀ  | ●  | ǀ  | | Koord. | Shiraoka           | Saitama   |
|      | Shin-Shiraoka (新白岡)              | 045,9 | ǀ  | ●  | ǀ  | | Koord. | Shiraoka           | Saitama   |
|      | Kuki (久喜)                         | 048,9 | ●  | ●  | ●  | Tōbu Isesaki-Linie | Koord. | Kuki               | Saitama   |
|      | Higashi-Washinomiya (東鷲宮)        | 051,6 | ǀ  | ●  | ǀ  | | Koord. | Kuki               | Saitama   |
|      | Kurihashi (栗橋)                    | 057,2 | ǀ  | ●  | ǀ  | Tōbu Nikkō-Linie | Koord. | Kuki               | Saitama   |
|      | Koga (古河)                         | 064,7 | ●  | ●  | ●  | | Koord. | Koga               | Ibaraki   |
|      | Nogi (野木)                         | 069,4 | ǀ  | ●  | ǀ  | | Koord. | Nogi               | Tochigi   |
|      | Mamada (間々田)                     | 073,3 | ǀ  | ●  | ǀ  | | Koord. | Oyama              | Tochigi   |
|      | Oyama (小山)                        | 080,6 | ●  | ●  | ●  | Tōhoku-Shinkansen Mito-Linie Ryōmō-Linie | Koord. | Oyama              | Tochigi   |
|      | Koganei (小金井)                    | 088,1 | ●  | ●  | ●  | | Koord. | Shimotsuke         | Tochigi   |
|      | Jichi-Idai (自治医大)               | 090,7 | ●  | ●  | ●  | | Koord. | Shimotsuke         | Tochigi   |
|      | Ishibashi (石橋)                    | 095,4 | ●  | ●  | ●  | | Koord. | Shimotsuke         | Tochigi   |
|      | Suzumenomiya (雀宮)                 | 101,8 | ●  | ●  | ●  | | Koord. | Utsunomiya         | Tochigi   |
|      | Utsunomiya (宇都宮)                 | 109,5 | ●  | ●  | ●  | Tōhoku-Shinkansen Nikkō-Linie | Koord. | Utsunomiya         | Tochigi   |
|      | Okamoto (岡本)                      | 115,7 |    |    |    | | Koord. | Utsunomiya         | Tochigi   |
|      | Hōshakuji (宝積寺)                  | 121,2 |    |    |    | Karasuyama-Linie | Koord. | Takanezawa         | Tochigi   |
|      | Ujiie (氏家)                        | 127,1 |    |    |    | | Koord. | Sakura             | Tochigi   |
|      | Kamasusaka (蒲須坂)                 | 131,6 |    |    |    | | Koord. | Sakura             | Tochigi   |
|      | Kataoka (片岡)                      | 135,5 |    |    |    | | Koord. | Yaita              | Tochigi   |
|      | Yaita (矢板)                        | 141,8 |    |    |    | | Koord. | Yaita              | Tochigi   |
|      | Nozaki (野崎)                       | 146,6 |    |    |    | | Koord. | Ōtawara            | Tochigi   |
|      | Nishi-Nasuno (西那須野)             | 151,8 |    |    |    | | Koord. | Nasushiobara       | Tochigi   |
|      | Nasushiobara (那須塩原)             | 157,8 |    |    |    | Tōhoku-Shinkansen | Koord. | Nasushiobara       | Tochigi   |
|      | Kuroiso (黒磯)                      | 163,3 |    |    |    | Tōhoku-Hauptlinie | Koord. | Nasushiobara       | Tochigi   |